# Свободное радио Альбемута (роман)
«Свобо́дное ра́дио А́льбемута» (англ. Radio Free Albemuth) — роман-антиутопия американского писателя-фантаста Филипа К. Дика, опубликованный после смерти писателя в 1985 году издательством Arbor House.

## История публикации
Дик написал роман ещё в 1976 году, тогда же название произведения было «VALISystem A». В то время писатель пытался для себя разобраться в художественной литературе со своим опытом 1974 года. Когда его издательство Bantam попросили Дика переписать полностью роман, писатель заморозил проект и переработал его в трилогию ВАЛИС. Издательство Abor House приобрела права на роман в 1985 году. После они опубликовали издание под нынешним названием (оригинал был слишком близок к ВАЛИСУ), подготовленное из исправленного машинописного текста, данного Диком своему другу писателю Тиму Пауэрсу.

## Сюжет

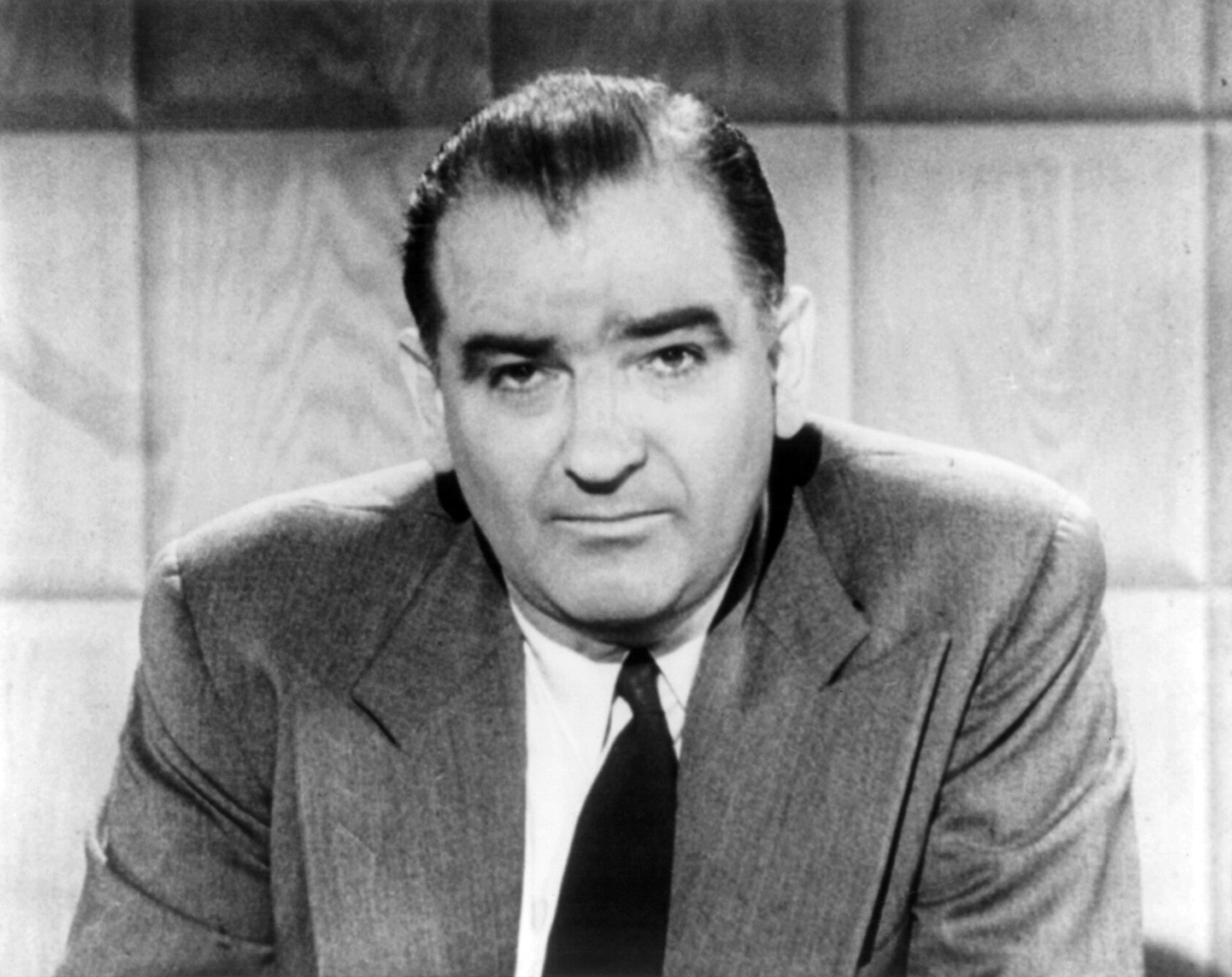
Джозеф Маккарти

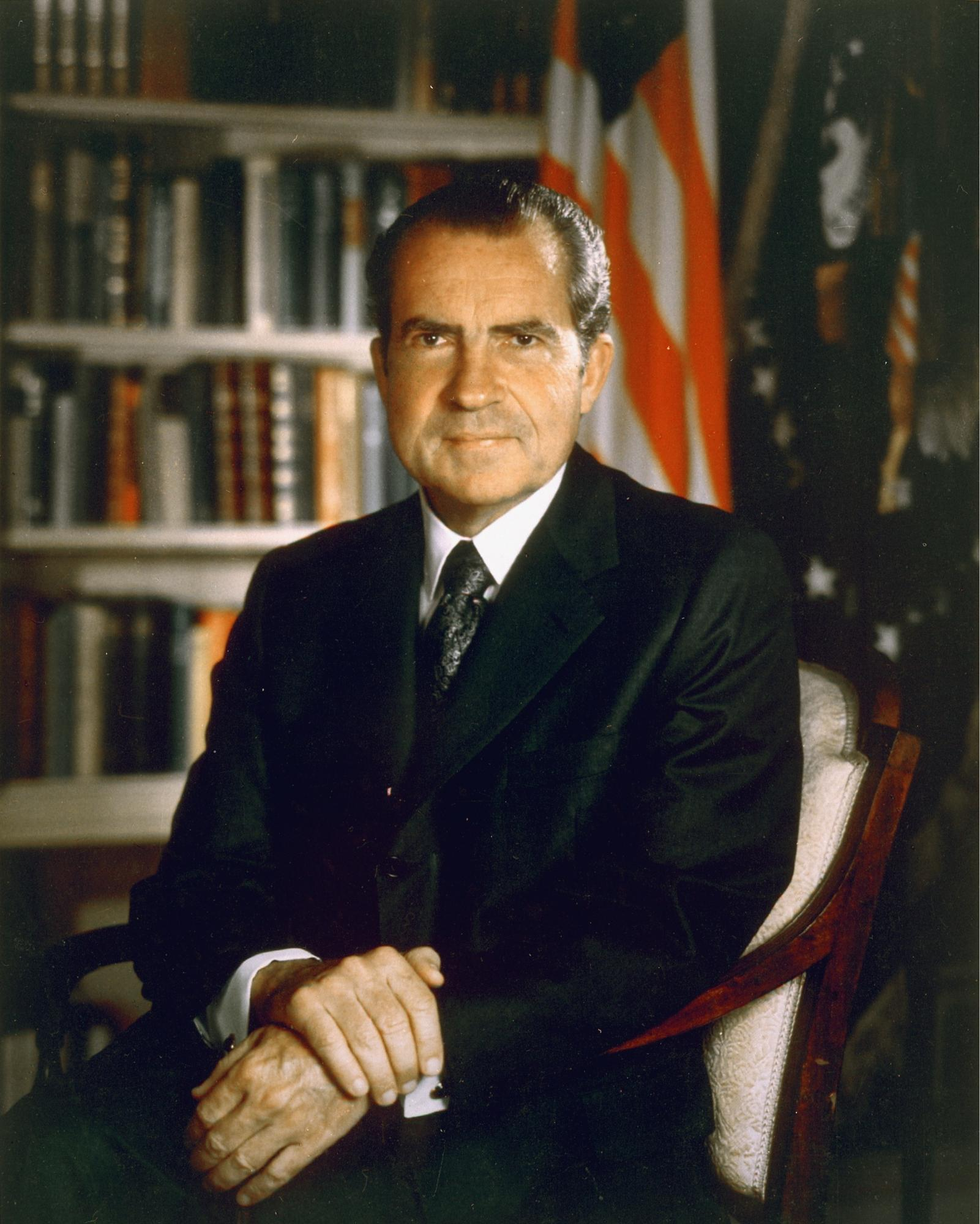
Ричард Никсон

В этой альтернативной истории коррумпированный президент Соединенных Штатов Феррис Ф. Фремонт (где ФФФ отсылка к числу зверя 666, так как «F» — шестая буква в алфавите) занимает президентский пост в конце 1960-х годов после администрации Линдона Джонсона. Персонаж лучше всего описывается как помесь Джозефа Маккарти и Ричарда Никсона, который отменяет гражданские свободы и права человека и руководствуется теорией заговора в отношении (предположительно) фиктивной подрывной организации, известной как «Арампров». Кроме того, он связан с правым популистским движением под названием «Друзья американского народа» (сокр. «ДАНовцы»).
Паранойя и оппортунизм президента приводят к созданию реального движения сопротивления, которое организовано посредством узконаправленных радиопередач с таинственного инопланетного спутника Земли сверхразумным, внеземным, но менее всемогущим существом (или сетью) по имени ВАЛИС.
Как и его преемник «ВАЛИС», этот роман автобиографичен. Сам Дик — один из главных героев романа, хотя присутствует вымышленный протагонист Николас Брэди, который служит проводником якобы произошедшего с Диком 11 февраля 1974 года гностического богоявления, а также Сильвия Садасса, по словам которой, Феррис Фремонт на самом деле — тайный агент-коммунист, завербованный её матерью ещё подростком.
Как и в ВАЛИСе, роман «Свободное радио Альбемута» отражает очень личный взгляд Дика на христианство (или гностицизм). В нём рассматриваются моральные и этические последствия доносов на друзей. Также заметна неприязнь Дика к Республиканской партии, сатирически изображающего Америку эпохи Никсона как сталинское или неофашистское полицейское государство. В конечном счёте Фремонт добивается  ареста и заключения в тюрьму Дика и Брэди после того, как последний пытается сделать с целью распространения аудиозапись, содержащую скрытые призывы к восстанию против текущей диктатуры. Брэди и Сильвию казнят, а Дик в заключение рассказывает о своей жизни в концентрационном лагере, где его предположительно последняя работа фактически написана гострайтером и одобренным режимом литературным рабом. Внезапно он слышит песню, ревущую по радио, которая содержит те же самые скрытые призывы. Оказывается, он и его друзья были просто приманкой, созданной ВАЛИСом, чтобы отвлечь правительство от того, чтобы помешать гораздо более популярной группе из «списка А» выпустить аналогичную запись в сотрудничестве с хорошо известной звукозаписывающей компанией. Когда Дик понимает это и слышит, как молодёжь повторяет слова песни, он осознаёт, что спасение может находиться в сердцах и головах следующего поколения.

## Отзывы
Лаборатория фантастики

 Goodreads
Джеральд Джонас из «New York Times» полагал, что роман «мог быть просто первым черновиком (к тому же черновиком, положенным на полку), а сама книга не лучшая у Дика».

## Киноадаптация
В 2010 году американский продюсер Джон Алан Саймон экранизировал роман Дика «Свободное радио Альбемута». Главные роли в фильме исполнили Джонатан Скарф (Ник Брейди), Ши Уигхэм (Фил Дик) и канадская певица Аланис Мориссетт (Сильвия Садасса Арампров). Сюжет фильма мало чем отличается от книги. Съемки проходили в октябре 2007 года в Лос-Анджелесе в студии Lacy Street Studios и нескольких других местах. Премьера фильма состоялась в феврале 2010 года на закрытом кинофестивале в Седоне.
С 19 мая 2013 года была запущена сорокапятидневная акция по сбору денег на сервисе Kickstarter. За этот период было собрано $92267 из необходимых $85000. По заявлению авторов на эти деньги фильм будет показан в кинотеатрах на территории США, а также будет выпущен цифровой релиз. Для пользователей пожертвовавших более $70 будет доступен Blu-ray релиз.